# تونل لواری
تونل لُواری (اردو: لواري سرنگ) یک تونل ۸ و نیم کیلومتری و طولانی‌ترین تونل در پاکستان است. تونل لواری زیر گردنه لواری در هندوکش قرار دارد. محل آن در منطقه چیترال در استان خیبر پختونخوا و ناحیه دیر بالا در پاکستان است.
این تونل باعث می‌شود تا دسترسی به مناطق دیر بالا و دیر پایین و چیترال پاکستان که پیش از آن تنها با هواپیما یا از طریق افغانستان قابل دسترسی بود، حتی در زمستان فراهم شود. به‌جز گردنه لواری، منطقه چیترال تنها از طریق سه گردنه دیگر که بیش از ۳۰۰۰ متر از سطح دریا ارتفاع دارند قابل دسترسی بوده است، اما در زمستان، این گذرگاه‌ها برای ماه‌ها قابل استفاده نیستند. تونل لواری باعث شده که این منطقه در زمستان نیز قابل دسترسی شود.
تونل لواری در تاریخ ۲۰ ژوئیه ۲۰۱۷، در زمان نواز شریف، نخست‌وزیر وقت، پس از یک دوره ساخت‌وساز تقریباً ۱۲ ساله افتتاح شد.
از طریق این تونل، زمان رانندگی معمول ۱۴ ساعته برای وسایل نقلیه بین چیترال و پیشاور نصف می‌شود. علاوه بر این، یک خط راه‌آهن نیز از طریق تونل هدایت می‌شود.